# Challenger de Thionville 2025
El torneo Thionville Open 2025 fue un torneo de tenis perteneció al ATP Challenger Tour 2025 en la categoría Challenger 75. Se trató de la 1ª edición; el torneo tuvo lugar en la ciudad de Thionville (Francia), desde el 3 hasta el 9 de marzo de 2025 sobre pista dura bajo techo.

## Jugadores participantes del cuadro de individuales
| Preclasificado | País                    | Jugador          | Rank1 | Posición en el torneo    |
| 1              | Bandera de Croacia      | Borna Ćorić      | 143   | CAMPEÓN                  |
| 2              | Bandera de Bélgica      | Alexander Blockx | 153   | Primera ronda            |
| 3              | Bandera de Francia      | Luca Van Assche  | 154   | Cuartos de final, retiro |
| 4              | Bandera de Canadá       | Liam Draxl       | 175   | Cuartos de final         |
| 5              | Bandera de Japón        | Yuta Shimizu     | 180   | Primera ronda            |
| 6              | Bandera de Francia      | Titouan Droguet  | 190   | Segunda ronda            |
| 7              | Bandera vacío           | Alibek Kachmazov | 192   | Semifinales              |
| 8              | Bandera del Reino Unido | Jan Choinski     | 195   | Cuartos de final         |

- 1 Se ha tomado en cuenta el ranking del 24 de febrero de 2025.

### Otros participantes
Los siguientes jugadores recibieron una invitación (wild card), por lo tanto ingresan directamente al cuadro principal (WC):
- Dan Added
- Felix Balshaw
- Tom Paris

Los siguientes jugadores ingresan al cuadro principal tras disputar el cuadro clasificatorio (Q):
- Matisse Bobichon
- Florian Broska
- Philip Henning
- Jakub Paul
- Vitaliy Sachko
- Henri Squire

## Campeones

### Individual Masculino
- Borna Ćorić derrotó en la final a  Arthur Bouquier por 6–4, 6–4

### Dobles Masculino
- Jakub Paul /  David Pel derrotaron en la final a  Matteo Martineau /  Luca Sanchez por 6–1, 6–4